# OFF
『OFF』（オフ）は、ベルギーのチーム、アンプロダクティブ・ファン・タイムが2008年にフリーゲームとして公開した、フランス語のコンピュータRPGである。
本作は、亡霊にとりつかれた世界を舞台に、主人公のバッターが猫のジャッジに導かれる形で世界を浄化して渡り歩く物語であり、ターン制の戦闘システムが採用されている。本作はフランス語のコンピュータゲームとして公開されたのち、英語をはじめとする他言語版が作られたほか、2014年には原作者であるモーリス・ゴーストの許可を得てサラチが制作した日本語版（有志翻訳版）が公開された。
2025年にはSteamNintendo Switch向けの移植版が発表され、ハチノヨンの依頼によりサラチが日本語翻訳を手掛けることとなった。

## 反応
『OFF』は、ストーリー、キャラクター、雰囲気で好評を博している。